# Sutjeska
Sutjeska (srbsky cyrilicí psáno Сутјеска) je řeka v Bosně a Hercegovině, levostranný přítok Driny.

## Průběh toku
Řeka Sutjeska pramení v pohoří Volujak nad salašemi Mišejiči v nadmořské výšce 1500 m, na jihozápadním úpatí hory Vlasulja. Na horním toku protéká údolím mezi Volujakem a pohořím Lebršnik, má severozápadní směr. Poté se na několik kilometrů stáčí k severu a u Grabu mění směr na severovýchodní. Zde také vtéká do vápencového kaňonu, který odděluje pohoří Volujak a Maglić na jedné straně a Zelengora na druhé. Ve zničené vesnici Suha začíná vodácký úsek. Nad obcí Tjentište se údolí rozevírá. U Popova mostu se řeka stáčí k východu a vtéká do další soutěsky. Poté se u Bastasi vlévá do Driny. Má celkovou délku 35 km, vodácky sjízdný úsek ze Suhy k ústí do Driny měří 18 km.

## Hlavní přítoky
(L = levý; P = pravý)
- Jabošnica (L)
- Suški (P)
- Peručica (P)
- Hrčavka (L)

## Národní park
Podle řeky byl pojmenován národní park, který byl vyhlášen v roce 1962 a zahrnuje kaňon Sutjesky a všechna tři pohoří kolem něj.

## Historie
Za druhé světové války v roce 1943 na Sutjesce probíhaly nejprudší boje mezi obklíčenými bojovníky národně osvobozenecké armády Jugoslávie pod osobním velením Josipa Broze Tita a šestinásobnou přesilou německo-italské armády. Za cenu těžkých ztrát (12 tisíc bojovníků) se Jugoslávcům podařilo obklíčení prolomit a proniknout na sever do východní Bosny. Pět týdnů trvající bitva u Sutjesky byla největší zkouškou, kterou partyzáni prošli za dobu války.